# Sicyos waimanaloensis
Sicyos waimanaloensis är en gurkväxtart som beskrevs av Harold St.John. Sicyos waimanaloensis ingår i släktet hårgurkor, och familjen gurkväxter. Inga underarter finns listade i Catalogue of Life.